# Kim Walker
Kimberly Anne Walker, detta Kim (New York, 19 giugno 1968 – Los Angeles, 6 marzo 2001), è stata un'attrice statunitense.

## Biografia
Ha frequentato la Fiorello H. LaGuardia High School. La sua compagna di classe e la sua migliore amica al liceo era Jennifer Aniston. Le due si sono trasferite insieme a Los Angeles per proseguire la carriera di attrice.
È conosciuta per il ruolo di Heather Chandler nel film Schegge di follia.
A Kim diagnosticarono un tumore al cervello e morì nel 2001 all'età di 32 anni. È sepolta nel Pinelawn Memorial Park di Farmingdale, New York.

## Filmografia parziale
- Schegge di follia (Heathers), regia di Michael Lehmann (1989)
- Non per soldi... ma per amore (Say Anything...), regia di Cameron Crowe (1989)